# Josef Wilhelm (Priester)
Josef Wilhelm (* 18. Oktober 1875 in Rechberghausen; † 18. Dezember 1953 in Liebenau) war ein deutscher römisch-katholischer Priester aus Schwaben und von 1911 bis 1953 Leiter der Heil- und Pflegeanstalt Liebenau (heute Stiftung Liebenau).

## Leben
Josef Wilhelm wurde am 18. Oktober 1875 als Kind der Eheleute Anton Wilhelm und Franziska Wilhelm (geb. Baumann) in Rechberghausen geboren. Es handelte sich um das dritte Kind der Familie. Insgesamt hatte sie fünf Kinder, von denen jedoch nur drei überlebten. Die Familie unterhielt eine kleine Landwirtschaft.
Wilhelm besuchte die katholische Volksschule in Rechberghausen, trat später in das bischöfliche Knabenseminar Martinihaus in Rottenburg ein. Später zog er in das Wilhelmstift in Tübingen, wo er Theologie studierte. Er war Mitglied der Theologengesellschaft Guelfia Tübingen. Im Frühjahr 1890 übersiedelte Wilhelm in das Priesterseminar Rottenburg. Zum Priester geweiht wurde er am 23. Juli 1901 durch Bischof Paul Wilhelm Keppler, seine Primiz feierte Wilhelm in seinem Heimatort Rechberghausen. Anschließend war er vier Monate Vikar in St. Moritz in Rottenburg und wurde noch vor Weihnachten 1901 nach Ellwangen versetzt, dort wirkte er zwei weitere Jahre als Vikar. Als Nächstes war er Präfekt des Borromäums in Ellwangen, eines Internats für Schüler des Gymnasiums. Nachdem er dies zwei Jahre tat, wurde er Verweser der Präzeptorats-Kaplanei in Munderkingen.
Wilhelm wünschte sich jedoch eine andere Verwendung. So wurde er im Dezember 1905 als Anstaltsgeistlicher nach Heggbach versetzt, wo sich eine Pflegeanstalt für Epileptiker und geistig Behinderte befand. Im Oktober 1910 versetzte ihn das Bistum als neuen Hausgeistlichen nach Liebenau, einer Anstalt, die sich der Pflege unheilbar kranker Menschen, vor allem Menschen mit geistigen Behinderungen, widmete. Dort traf Wilhelm am 27. Oktober 1910 ein. Zum gleichen Zeitraum hatte auch der bisherige Leiter von Liebenau, Josef Hekler, die Anstalt verlassen, um in Zürich eine Stelle anzunehmen. Der Verwaltungsrat der Anstalt wählte am 11. Januar 1911 Wilhelm zum neuen Vorstand der Anstalt.
Unter Wilhelm wurde die Anstalt in Liebenau ausgebaut. 1934 erhielt Liebenau eine eigene Kirche, nachdem die Gottesdienste bislang in der inzwischen als zu klein empfundenen Kapelle im Liebenauer Schloss stattgefunden hatten. Erste Pläne dafür waren schon 1912 entstanden, konnten wegen Geldmangel sowie eines nicht vorhandenen Bauplatzes jedoch nicht umgesetzt werden. Hinsichtlich des Kirchturms, der unüblicherweise über zwei Spitzen verfügt, besteht die örtliche Legende, dass die Kirche ursprünglich zwei Türme bekommen sollte, was das Bistum jedoch nicht genehmigte, woraufhin Wilhelm kurzerhand zwei Spitzen auf den Turm setzen ließ.
1938 wurde Wilhelm kurzzeitig von der Gestapo verhaftet. Bei der Volksabstimmung über den Anschluss Österreichs hatte er aus Protest gegen die Machthaber mit „Nein“ gestimmt, sein Wahlkuvert war allerdings vor dem Einwurf markiert worden. Wilhelm stand grundsätzlich bei der örtlichen NSDAP in keinem guten Ansehen, der Meckenbeurer Bürgermeister Bernhard Sporer hatte sogar seine Absetzung gefordert.
Wilhelm hatte sich 1939, als die Anstalt den Fragebogen eines Wissenschaftlers hinsichtlich der schmerzlosen Vernichtung von Geistestoten erhalten hatte, deutlich gegen die Krankenmorde ausgesprochen und diese als wilde Barbarei und bestialisch bezeichnet. Ab 1940 war die Anstalt selbst jedoch von der Aktion T4 betroffen, der bis Mitte März 1941 mehr als 500 Bewohner der Anstalt zum Opfer fielen. Wilhelm hatte zwar versucht, die Transporte zu verhindern, war jedoch weitgehend machtlos geblieben. Es gelangen nur Rettungsversuche im kleinen Rahmen, indem etwa Menschen mit Behinderungen als Hilfskräfte angestellt oder als Pensionäre eingestuft wurden, um den Zugriff des Staates zu verhindern. Es wurden auch Menschen als offiziell entlassen eingetragen, obwohl sie weiterhin in Liebenau lebten, auch wurden Neuzugänge in manchen Fällen nicht im Aufnahmebuch vermerkt.
Sein goldenes Priesterjubiläum beging er am 27. Juli 1951, zu diesem Anlass wurde er zum päpstlichen Geheimkämmerer gemacht.
Am 2. November 1953 musste sich Wilhelm nach der zweiten Messe ins Bett legen, er war zu krank, um noch die dritte zu lesen. Es stellte sich heraus, dass er Magenkrebs hatte. Am Abend des 5. Dezember 1953 empfing er die letzte Ölung und starb am Abend des 18. Dezembers 1953 schließlich. Begraben wurde er auf dem Anstaltsfriedhof von Liebenau. Sein Nachfolger wurde der Geistliche Max Gutknecht.